# 特征镶嵌盗龙属
特征镶嵌盗龙（属名：Notatesseraeraptor，意为“具有马赛克瓷砖般特征的盗贼”）简称嵌征盗龙，是肉食性兽脚类恐龙的一个属，生存于三叠纪晚期的瑞士。其化石发现于克莱特高组的格鲁哈尔德段（Gruhalde Member），是新兽脚类的早期成员，与双脊龙科和鸟吻类具有亲缘关系。

## 发现与命名

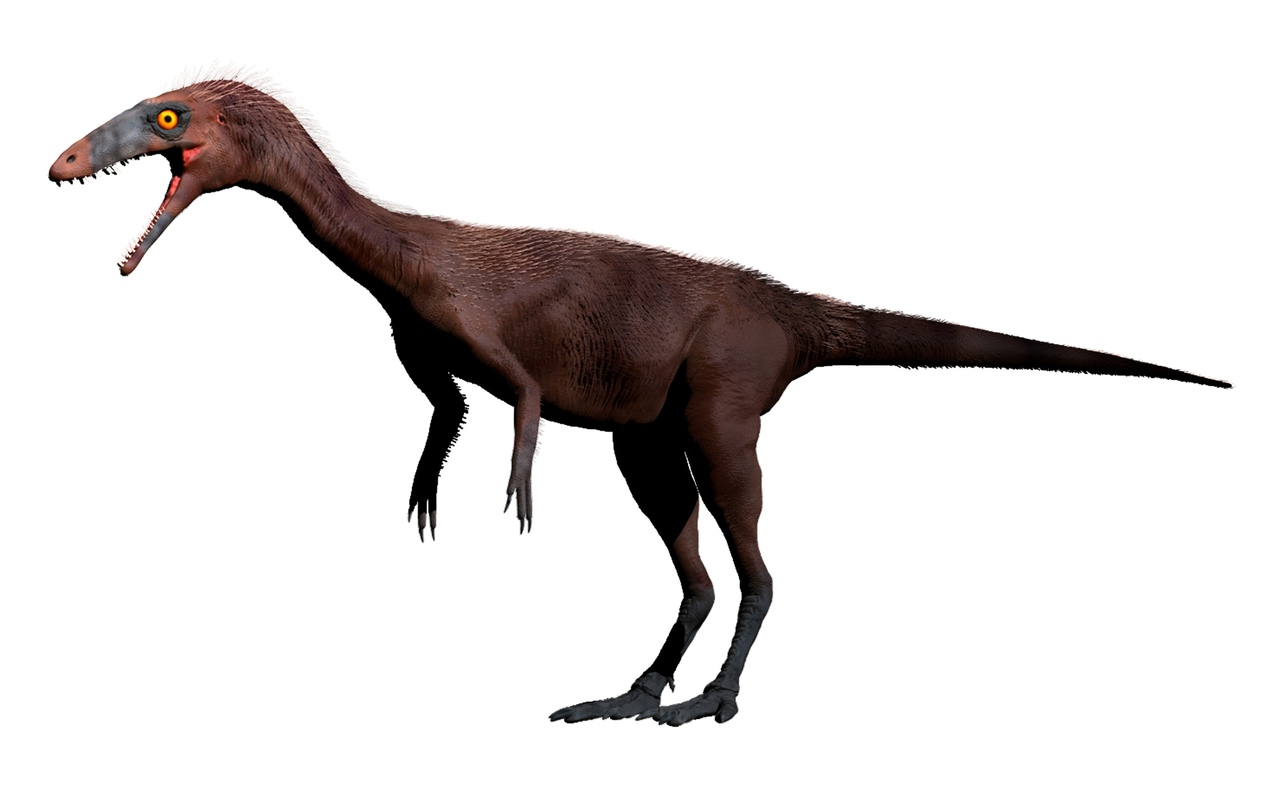
复原图

自1961年以来，阿尔高弗里克附近的格鲁哈尔德空地已出土许多蜥脚类如板龙化石。起初这些发现只是偶然的“副渔获物”，因此只有靠好运才能让化石相对完好地到达地面。后来人们尝试通过更仔细的检查来尽可能地保留有价值的发现。另一地层得到了更系统的挖掘，其覆盖在含有板龙化石的地层之上。2006年春天，业余古生物学家兼教师迈克尔·费舍（Michael Fischer）找到一具小型兽脚类的颅后骨骼。兽脚类化石在欧洲极为罕见，当时仅出土了理氏理理恩龙、三叠原美颌龙和艾雷勒冠椎龙的残骸，但瑞士的骨骼比以前发现的更为完整。2009年，本·帕布斯特（Ben Pabst）的团队发现了完整的颅骨。最初，这些残骸被归类于腔骨龙，但进一步的调查仍表明它是一个未知物种。2008年，亚斯米娜·克里斯蒂娜·修基（Jasmina Christine Hugi）在一篇硕士论文中描述了部分颅后骨骼。2009年，吕恩·特拉斯纳（Lui Untrassner）描述了肩带和胃容物。2014年，马里奥·札赫尔（Marion Zahner）描述了之前发现的颅骨。
作为苏黎世大学2015年1月至2019年5月研究项目的一部分，马里奥·札赫尔（Marion Zahner）和维南德·布林克曼（Winand Brinkmann）于2019年命名并叙述了模式种弗里克特征镶嵌盗龙（Notatesseraeraptor frickensis）。属名取自拉丁语nota（意为“特征”）、tesserae（用于制作马赛克的瓷砖，又称锦砖）以及raptor（意为“盗贼”）。其名称是指这样一个事实：即它是一种食肉动物，在进化过程中表现出与双脊龙科和腔骨龙超科相似的混合特征。种名取自化石发现地弗里克。它是第一只来自瑞士的中生代兽脚类动物。
正模标本包括两部分：SMF 06-1和SMF 09-2，发现于格鲁哈尔德段，隶属克莱特高组地层的一部分，可追溯到诺利阶晚期。该地层仅低于三叠纪-侏罗纪边界一米，距今约2.09亿年。SMF09-2是一个带有下颌的颅骨。SMF 06-01包括连续的十三块椎骨、四块骶椎和四块前段尾椎；颈肋、肋骨和腹肋；人字骨、肩带、腿骨、坐骨和耻骨。 另外，一些胃内容物也被石化保存下来。骨骼部分连接。另外，颅后骨骼仅由本·帕布斯特做了部分准备。此标本代表了一具未成年个体。目前，这些化石保存在瑞士弗里克博物馆，自2009年4月以来，除了由贝特·舍福德（Beat Scheffold）制作的真实大小的重建模型外，它还对外展示出了上文提到的颅后骨骼；后来，颅骨的另一部分也被加入其中。

## 叙述

与人类的体型比较

### 尺寸与特征
2019年，特征镶嵌盗龙的体长估计为2.6米至3米，这表明正模标本个体仍未成熟。
描述者指出了本属的一些区别特征，其中之一是獨有衍徵，即独特的衍化特征：眶前窗周围的空洞仅限于顶骨背面。
另外，化石存在一些独特的特征组合，而这些特征本身并不独特。四个上颌前冠特别长，与上颌前牙长度相同，但横向较窄，因此横向宽度是从前到后的宽度的三分之一，而上颌齿的宽度是从前到后的2.4倍。上颌前牙冠横向变平，前切削刃处比在后切削刃处稍厚，并且在两个切削刃上每毫米具有5个小锯齿。眶前窗（fenestra antorbitalis）带有两个凹陷，分别对应前颌窗（fenestra promaxillaris）和上颌窗（fenestra maxillaris）。基蝶骨隐窝（recessus basisphenoideus）在下颅骨区域较浅。迷走神经的后出口位于舌下神经的开口外侧。在下颌中，关节具有三个明显不同的分支：一个在内侧，一个在对角线上方且在侧面，另外一个在顶部。背部的棘突愈往后高度愈增加。椎骨关节面变宽，下侧变平，第二椎骨侧面有一深槽。前尾椎在椎体和椎弓上有纵槽。尾部的前四个人字骨在上前部有突出的凸起。耻骨和坐骨在下端有明显的增宽或“脚”，而坐骨脚大于耻骨脚。 

### 骨骼

#### 颅骨
特征镶嵌盗龙的颅骨又长又低，正模标本颅骨的长度为225毫米，鼻部覆盖了三分之二，长度是在眼窝处测得的头部高度的两倍半。其上颌骨通常具有早期恐龙的形状，后支下方有一块骨板，上颌骨有裂孔。侧壁被6个孔洞穿过，其前部为狭缝形，推测为自衍征。上颌前牙的最基础形状引人注目：它们非常长，强烈弯曲，相当扁平，并且在两个切削刃上都有锯齿。这与腔骨龙科的情况不同，后者牙齿特别短且更直――特别是最前端的牙齿，几乎没有锯齿。其上颌前牙也比其它牙齿更长，这是始盗龙的基本特征，可以推断，它们像双脊龙和龙盗龙一样斜向突出。
一个大型眶前窗覆盖了颅骨长度的30％。在底部，围绕它的凹陷由水平嵴界定，其顶部和底部边缘平行。上颌窗似乎位于空腔前部，与腔骨龙类或角鼻龙类不同，但具有典型坚尾龙类的形状：大而浅，不穿透内壁。鼻部没有嵴。空腔在泪骨上继续延伸，并在此处被向前延伸的嵴分开。上颌至少有十五颗牙齿；总数似乎少于腔骨龙科的二十四颗。
颅骨因其压缩性和部分准备性而个广为人知。眶前窗周围的凹陷在眶后骨上来回延伸很远，但仅限于顶骨背面。在所有已知亲缘动物中，它可以延伸到整个额骨，直至额骨。两条顶骨之间的缝隙位于一个纵向槽中。
颧骨与恶魔龙非常相似，其外部平坦，没有水平的脊，较长的前分支可能已经到达了眶前窗，并具有一个上升支。颧骨和方轭骨形成眶前窗下部边缘的相等部分。在方轭骨处，外翼状骨类似于双脊龙：大、高且呈扇形。另一方面，翼龙的内翼状骨类似于腔骨龙，形状就像倒置的大象耳朵。正是这种混合特征产生了其属名。

#### 下颌骨
下颌长而低。牙齿间距很远，约为2厘米，这意味着每侧总共有19到23个牙齿。隅骨具有明显的骨板，该骨板进入颞下颌关节的前侧边缘。后关节突又长又窄，这是一个基本特征。如同腔骨龙科一样，下颌降肌的附属结构位于上表面。 然而，其关节的三个分支是典型的自衍征。 

#### 颅后骨骼
与双脊龙一样，该系列的背椎和尾椎长度增加。在前椎骨中，侧突呈矩形并垂直于椎体。与角鼻龙类不同，其棘突向后高度增加。与合踝龙一样，其骶骨平坦，而不是圆形或龙骨状。
手臂相对躯干来说相对较长，与后腿的关系无法确定。

## 种系发生学
特征镶嵌盗龙于2019年被置于新兽脚类的基础位置，并放置在鸟吻类的底部，因此位于腔骨龙超科之外。 